# Barton (Oregon)
Barton az Amerikai Egyesült Államok Oregon államának Clackamas megyéjében, az Oregon Route 224 mentén elhelyezkedő önkormányzat nélküli település.

## Története
E. H. Burghardt a Deep-patak mentén malmot és boltot alapított, a helységet ő nevezte el a Wisconsin állambeli Barton után. Az 1896 és 1935 között működő posta első vezetője ő volt.

## Fordítás
- Ez a szócikk részben vagy egészben  a   Barton, Oregon című angol Wikipédia-szócikk ezen változatának fordításán alapul.  Az eredeti cikk szerkesztőit annak laptörténete sorolja fel. Ez a jelzés csupán a megfogalmazás eredetét és a szerzői jogokat jelzi, nem szolgál a cikkben szereplő információk forrásmegjelöléseként.